# Török–portugál háború (1509)
A portugál-oszmán háború (1509) az Oszmán Birodalom és a Portugál Királyság első rövid, de annál jelentősebb csatározása az Indiai-óceánon. Előzménye a konfliktusnak a portugálok 1505-ben Gudzsarát ellen kezdett háborúja. Az ország szultánja segítségül hívta a törököket és még más országokat, mert nem boldogult a portugálokkal. A háború döntő összecsapása a Diui tengeri ütközet fontos volt Indiára nézve, míg a törökök számára egyelőre kevés jelentőséggel bírt.
A háború lényegében a gudzsaráti szultán és Portugália konfliktusa volt tehát, török beavatkozással.

## Nagy földrajzi felfedezések
A törökök Földközi-tengeren történő terjeszkedésükkel elzárták a levantei kereskedelem útját, mely többek közt luxuscikkeket szállított Európába. Az oszmán flotta ténykedése az Indiai-óceán területén is megélénkült, ahol szintén egyeduralomra törekedett.
A Levante francia-oszmán közös felügyelet alá került, s eléggé megdrágult, a hajózás fejlődésével azonban már a nagy vizekre is ki lehetett hajózni, s így a kereskedelem lassacskán áttevődött más tengerekre. Megjelentek a nagy vitorlafelületű karavellák és a tájolást segítő új műszerek, mint a jákob-pálca, vagy a gnomon.
A portugálok nagy felfedező utakra indultak Afrika felé, hogy fűszertermő területeket keressenek. Mikor 1487-ben Diaz Bertalan eléri a Jóreménység fokát, a portugál hajók kijutnak az Indiai-óceánra, s kereskedő telepeket hoznak létre Afrika, India és Kína területein, mivel a felfedezők katonai ereje még nem volt elegendő a térség leigázáshoz.
1494-ben ugyanakkor VI. Sándor pápa megegyezést hoz tető alá a spanyol és a portugál királlyal. Előzőleg 1479-ben a coçavas-i szerződésben már megegyeztek a felfedezett területek felosztásában, s ekkor Guineát nyerték el a portugálok. Az új tordesillasi szerződés értelmében Portugália megtartotta az aranypor- és a rabszolga-kereskedelem monopóliumát, s Atlanti-óceán déli fele (a Kanári-szigetek vonalán) az ő hatalma alá került, valamint az Indiai-óceánon is folytathatta expanzióját.

## A háború
Vasco da Gama indiai felfedezései révén rengeteg fűszert és jelentős ismereteket hozott haza magával, ami a portugál királyság expanziós törekvéseinek érdeklődését is felkeltette. Több indiai területet vontak fennhatóságuk alá és létesítettek alkirályságokat, városokat és támaszpontokat a további hódításokhoz. Az addig itt uralkodó arabokat a portugálok és a törökök egyszerre szorították ki és most egymással találták magukat szembe.
I. Mánuel portugál király Dom Francisco de Almeida vezetésével egy flottát küldött Indiába a Gudzsaráti szultán ellen 1505-ben. A portugálok jelentős sikereket értek el a következő több mint három évben, elfoglalták többek közt Ceylont, Káliktut és Goát.
A gudzsaráti uralkodó a portugálok ellen segítségül hívta II. Bajazid török szultánt, az egyiptomi mameluk uralkodót, és szamutiri (Zamorin) rádzsát. Ekkor a törökök megtámadták a portugál hajókat Afrika közelében és az Indiai-óceánon Amir Husszein vezetésével.
1509 januárjában Bajezid a flottát Indiába parancsolta, melléje csatlakoztak még raguzai és velencei hajók is. Diu előtt összevonták flottájukat a többi szövetségessel.

Francisco de Almeida kb. 25 hajóból álló portugál flottája ütközetet vállalt a hét ellenséges ország hajóival szemben február 3-án. A Diui tengeri ütközet a történelem egyik legnagyobb vízi összecsapása volt, ahol a portugálok legyőzték a törököket és az indiaiakat, bár a vereség Bajezidre nézve nem volt súlyos, mert nem a teljes flotta vett részt ebben a hadjáratban, de az indiaiak számára komoly következményekkel járt.
A győzelem után a portugáloknak újabb óriási lehetőségeik nyíltak hódításokra a kontinensnyi méretű ország területén. A törökök egyelőre nem háborgatták őket, de a terjeszkedést sokáig féltékenyen figyelték, kiváltképp majd Nagy Szulejmán, akinek nagy álma a Nyugat meghódítása volt, s nyugtalanította az európai hódítók sikerei a hátában.

Majdnem három évtized múlva Portugália újra összemérhette fegyvereit a törökökkel.
Időközben 1519-ben a tordesillasit megerősítendő új szerződés a zaragozai egyezmény jött létre Portugália és Spanyolország között. Még ebben az évben megkezdődtek a spanyol-oszmán háborúk is.